# Serie B 2015-2016 (pallanuoto maschile)

## Squadre partecipanti
| Promosse in A2                                                               | Squadre partecipanti | Squadre partecipanti |
| ---------------------------------------------------------------------------- | --- | --- |
| - Brescia waterpolo - Vela nuoto Ancona - Waterpolo Bari - Latina Pallanuoto | Girone 1 - Acquasport Firenze - Aragno Rivarolesi - Cn Sestri - Dinamica Torino - Firenze pallanuoto - Lerici sport - Nuoto Livorno - Rapallo nuoto - Rn Arenzano - Sportiva Sturla Girone 2 - Brescia waterpolo - Vela nuoto Ancona - Como nuoto - Pallanuoto Como - Sea sub Modena - Cus geas Milano - Nc Monza - Aquaria - Nuotatori Ravennati - Fondazione m. Bentegodi | Girone 3 - Waterpolo Bari - Latina pallanuoto - Pescara n e pn - Cc Lazio waterpolo - La fenice pn Roma - Zeronove - Tyrsenia sc - Gp Modugno - Club Aquatico Pescara - Libertas rn Perugia Girone 4 - C.u.s. Unime Joma - Zurich Barbato Cesport Italia - Portofiori San Mauro - Nuoto 2000 Napoli - Acicastello - Giocoleria Basilicata nuoto 2000 - Etna hitech wp Catania - Cosenza nuoto - Rn Napoli - Ossidiana Marbi Messina |